# O, esli b mog vyrazit' v zvukach...
O, esli b mog vyrazit' v zvukach... (О, если б мог выразить в звуках…) è un film del 1916 diretto da Evgenij Bauėr.